# Chamalières-sur-Loire
Chamalières-sur-Loire là một xã thuộc tỉnh Haute-Loire nam trung bộ nước Pháp. Xã Chamalières-sur-Loire nằm ở khu vực có độ cao trung bình 522 mét trên mực nước biển.